# Треуголка (балет)
Треуголка (исп. El sombrero de tres picos) — одноактный балет М. де Фальи на сюжет одноимённой повести П. А. де Аларкона. Написан по заказу С. П. Дягилева. Премьера балета прошла в Лондоне в 1919 году. (хореография Леонида Мясина, художник Пабло Пикассо, главные роли — Леонид Мясин, Тамара Карсавина и Леон Войцеховский). Примерная продолжительность: 40 минут.

## История создания
Во время Первой мировой войны Мануэль де Фалья написал балет в двух актах «Коррехидор и мельничиха» (El corregidor y la molinera). Произведение было впервые исполнено в 1917 году. Сергей Дягилев, побывавший на премьере, попросил композитора переписать балет, получивший в результате название «Треуголка». Либретто написал Грегорио Мартинес Сьерра по повести Педро Антонио де Аларкона «El sombrero de tres picos» (Треуголка). Хореографом был Леонид Мясин, а костюмы и декорации создавал Пабло Пикассо. Балет «Треуголка» состоял из сменяющихся номеров, связанных между собой пантомимными сценами. В основу спектакля легло фламенко, а также фанданго и хота. Балет представляет историю мельника и его жены, живущих душа в душу, и коррехидора, который пытается соблазнить жену мельника, что приводит к его публичному осмеянию.
Для работы над балетом Мясин, де Фалья и приглашенный на главную партию испанский танцовщик Феликс Фернандес три месяца провели в Испании. Мясин хотел создать испанский балет «который соединил бы национальные фольклорные танцы и технику классического балета». Уже в период репетиций стало ясно, что Феликс Фернандес, который прекрасно танцевал импровизации, испытывал трудности в разучивании сложной роли мельника. Дягилев решил что Мясин, за время постановки балета усовершенствовавшийся в технике испанских танцев, сможет сыграть главную роль. Его партнершей должна была стать Лидия Соколова, но затем выбор пал на с трудом выехавшую из России более известную танцовщицу Тамару Карсавину. Она впоследствии писала:
В ходе работы над балетом «Треуголка» я заметила, что Мясин превратился из застенчивого юноши, каким я его знала, в чрезвычайно требовательного хореографа. Танцевал он теперь уверенно и сильно, а его ранняя зрелость, ум и исключительное знание сцены выделяли его и среди балетмейстеров. 
25 января 1920 года балет был представлен в Париже, а 27 апреля того же года в Монте-Карло.

## Содержание балета
Мельник ведет разговор с птицей, порхающей в клетке. Он учит ее смотреть на солнечные часы, устроенные на стене дома, и узнавать время. Пока Мельник немногого добился: часы показывают два, а птица хлопает крыльями три раза. Мельник настойчиво продолжает урок, злится, но и это не приносит пользы. Вместо двух раз птица хлопает крыльями четырежды. Жена Мельника со смехом наблюдает за занятием мужа и лакомится свисающим с беседки виноградом. Сорвав гроздь, она угощает птицу. Та послушно хлопает крыльями дважды: два часа. Гордая успехом, Мельничиха начинает танцевать, к ней присоединяется муж, и оба они, счастливые и влюбленные, выражают свои чувства в темпераментном танце.
Первой принимает серьезный вид Мельничиха: не время танцевать, надо работать. Мельник приносит воду, поливает цветы, насыпает в клетку зерно. Довольный летним днем, женой, собою, Мельник продолжает заниматься делом, напевая и приплясывая. В это время на мостике, перекинутом через ручей, появляется Денди. Увидев Мельничиху, он с самоуверенным видом подмигивает ей. Та отвечает веселой кокетливой улыбкой. Франт удваивает комплименты, но Мельник бросает вдогонку любителя приключений: «Эта дама, кажется, нравится вам. Вы совершенно правы, она очень красива, но она моя жена». Мельничиха в восторге бросается на шею мужа.
К мельнице приближается шествие. Это глава района Коррехидор с женой и сопровождающей их свитой. Коррехидор роняет перчатку, Мельничиха поднимает ее и с реверансом протягивает вельможе. Красивая женщина производит на него впечатление, которое он не пытается скрыть. Ревнивая супруга, почувствовав опасность, важно проплывает мимо, за нею — Коррехидор и приближенные. Уходя, высокий гость несколько раз оглядывается. И снова дружная чета, радуясь возможности побыть вдвоем, танцует и веселится.
Мимо мельницы проходит красивая статная девушка с кувшином на голове. Мельник любезно приветствует ее и шлет ей воздушный поцелуй. Этот нежный знак внимания девушкой принят с удовольствием. Заметив, какое впечатление он произвел на девушку, Мельник самодовольно охорашивается. Совсем по-иному реагирует на эту сцену Мельничиха. Она злится, ревнует и неожиданно разражается слезами. Мельнику стоит труда утешить свою подругу и вызвать ее улыбку. Издали доносятся звуки приближающегося кортежа. Это возвращается Коррехидор.
Супруги прячутся. Мельничиха с опаской смотрит в ту сторону, откуда должен появиться ее «поклонник» и живо передает жестами мужу все, что видит. Мельничиха не так наивна, чтобы не понять причину вторичного визита столь высокой особы. И Мельник это отлично понимает. Он даже выражает неудовольствие супруге, но та советует ему следить за собой, а его чести она не уронит.
Отослав мужа отдыхать и не слыша ничего, что говорило бы о приближении Коррехидора, Мельничиха танцует фанданго. Она так увлечена танцем, что не замечает внезапно появившегося во дворе Коррехидора с шестью альгвасилами (полицейскими). Рассматривая с наглой улыбкой понравившуюся ему женщину, он делает альгвасилам знак, и те уходят. Ему вовсе не нужны свидетели любовного приключения их начальника. Увидев рядом с собой настойчивого кавалера, Мельничиха с непритворным страхом отступает, но Коррехидор напоминает ей о местном обычае — хозяйка должна угостить гостя виноградом. Коррехидор требует, чтобы Мельничиха угощала его, держа кисть зубами, тогда бы он полакомился одновременно и виноградом, и поцелуями. Сначала Мельничиха потешается над его домогательствами, но когда назойливость переходит все границы, она резко отступает — старый ловелас, потеряв равновесие, падает. На шум выбегает Мельник; они с женой помогают гостю встать, заботливо чистят его платье, делая вид, что ничего особенного не случилось. Коррехидор в ярости грозит расправиться с ними и, прихрамывая, уходит.
Наблюдавшие эту сцену помощники Мельника хохочут, весело передразнивая незадачливого ухажера. Одна из девушек запевает песенку. Возвращаются альгвасилы, они ждут своего начальника. Мельник и Мельничиха вежливо выпроваживают их и от радости, что, наконец, остались одни, танцуют фанданго.
В тот же день вечером у мельницы собираются соседи, чтобы устроить пирушку в честь праздника летнего равноденствия. Все просят Мельника станцевать фарукку. Под возгласы одобрения он исполняет свой любимый танец.
Неожиданно появляются солдаты, присланные арестовать Мельника. Они уводят его с собой, уходят и соседи. Вне себя от горя, Мельничиха входит в комнату, долго сидит в оцепенении, затем задергивает занавеску алькова, гасит свет и укладывается в постель. К мельнице подбирается Коррехидор. Полагая, что, арестовав Мельника, достигнет цели, он спешит и, желая сократить путь, прыгает через ручей. Но, не рассчитав своих сил, он падает в воду. На его вопль выбегает Мельничиха. Ненавидя наглеца, она с удовольствием наблюдает, как, барахтаясь и проклиная все на свете, он выбирается из воды. Когда же он делает попытку приблизиться к Мельничихе, та снимает со стены ружье и, угрожая им Коррехидору, убегает. Мокрый, весь в тине, Коррехидор раздевается и развешивает одежду сушиться. Потом заходит в дом Мельника, ложится в постель и засыпает.
На рассвете Мельник убежал из тюрьмы. Вернувшись, он сначала обнаруживает платье горе-кавалера, в том числе и его треуголку, а затем и самого «героя», спящего в чужой постели. Мельник решает подшутить над ним. Он облачается в платье Коррехидора, надевает треуголку и пишет мелом на стене: «Ваша милость! Плачу той же монетой: ваша жена тоже красива». Затем грозит кулаком спящему и уходит.
Коррехидор открывает глаза, читает надпись на стене и вскакивает. Тут он обнаруживает пропажу своей одежды. Найдя какой-то костюмчик, надевает его. Только он успевает одеться, как в дом врываются двое полицейских, чтобы арестовать сбежавшего Мельника. Они хватают мнимого Мельника. В эту минуту вбегает Мельничиха. Думая, что полицейские бьют ее мужа, она набрасывается на них. Сбегаются соседи. Возвращается Мельник, которого в неясном утреннем освещении все принимают за Коррехидора. Видя, что Мельничиха обнимает «Мельника», «Коррехидор» набрасывается на нее и своего двойника. Возвращающиеся с ночной пирушки гуляки присоединяются к орущей в доме Мельника толпе и умножают суматоху. Мельничихе и настоящему Мельнику удается все растолковать людям. Тогда, объединившись, они выбрасывают Коррехидора за дверь и, весело перекидывая из рук в руки треуголку, заканчивают эту шумную сцену темпераментной хотой.

## Аудиозаписи
Полные аудиозаписи балета выполнены с оркестрами под управлением Э. Ансерме (солистка Т. Берганса; зап. 1961), Р. Фрюбек де Бургоса (В. де Лос Анхелес; 1964), П. Булеза (Джен де Гаэтани; 1976), Ш. Дютуа (Colette Boky; 1983), А. Превена (Ф. фон Штаде; 1983) и др.